# Raffaele Issel
Raffaele Issel (Genova, 1878 – 1936) è stato uno zoologo italiano.

## Biografia
Figlio di Arturo Issel, fu docente all'università di Genova, è conosciuto per l'opera Biologia marina (1918).